# 墟沟街道
墟沟街道，是中华人民共和国江苏省连云港市连云区下辖的一个乡镇级行政单位。

## 行政区划
墟沟街道下辖以下地区：
东园社区、西园社区、院前社区、滨海社区、南巷社区、桃园社区和大巷社区。